# Наши плюралисты
«На́ши плюрали́сты» — публицистическое эссе Александра Солженицына. Написано в 1982 году во время паузы в работе над историческим романом «Красное колесо»; опубликовано в журнале «Вестник РХД» (№ 139, 1983). В России впервые опубликовано в 1992 году в журнале «Новый мир» (№ 4, 1992).
Эта работа тематически примыкает к вышедшим ранее в сборнике «Из-под глыб» эссе «На возврате дыхания и сознания», «Раскаяние и самоограничение как категории национальной жизни», «Образованщина» и также вызвала ожесточённую полемику и обвинения Солженицына в русском национализме, шовинизме и желании построить автократическое государство. В частности, один из оппонентов Солженицына — Андрей Синявский — написал в ответ эссе «Солженицын как устроитель нового единомыслия».

## Цитата
О ком я собрался тут — большей частью выехали, иные остались, одни были участники привилегированного коммунистического существования, а кто отведал и лагерей. Объединяет их уже довольно длительное общественное движение, напряжённое к прошлому и будущему нашей страны, которое не имеет общего названия, но среди своих идеологических признаков чаще и охотнее всего выделяет «плюрализм». Следуя тому, называю и я их плюралистами. «Плюрализм» они считают как бы высшим достижением истории, высшим благом мысли и высшим качеством нынешней западной жизни. Принцип этот нередко формулируют: «как можно больше разных мнений», — и главное, чтобы никто серьёзно не настаивал на истинности своего. Однако может ли плюрализм фигурировать отдельным принципом, и притом среди высших? Странно, чтобы простое множественное число возвысилось в такой сан. <…> Да, разнообразие — это краски жизни, и мы их жаждем, и без того не мыслим. Но если разнообразие становится высшим принципом, тогда невозможны никакие общечеловеческие ценности, а применять свои ценности при оценке чужих суждений есть невежество и насилие. Если не существует правоты и неправоты — то какие удерживающие связи остаются на человеке? Если не существует универсальной основы, то не может быть и морали. «Плюрализм» как принцип деградирует к равнодушию, к потере всякой глубины, растекается в релятивизм, в бессмыслицу, в плюрализм заблуждений и лжей.

История подтвердила высказанный в статье прогноз о неустойчивости коммунистического режима и опасности после того, как советская номенклатура «вдруг отвалится», тех культурных сил, с которыми автор полемизировал:

В Союзе все пока вынуждены лишь в кармане показывать фигу начальственной политучёбе, но вдруг отвались завтра партийная бюрократия – эти культурные силы тоже выйдут на поверхность – и не о народных нуждах, не о земле, не о вымираньи мы услышим их тысячекратный рёв, не об ответственности и обязанностях каждого, а о правах, правах, правах, – и разгрохают наши останки в ещё одном Феврале, в ещё одном развале. 